# Apogon novemfasciatus
Apogon novemfasciatus es una especie de pez de la familia de los apogónidos en el orden de los perciformes

## Morfología
Los machos pueden llegar a alcanzar los 10 cm de longitud total.

## Distribución geográfica
Se encuentran al este del Índico y el Pacífico.